# Giết người hàng loạt

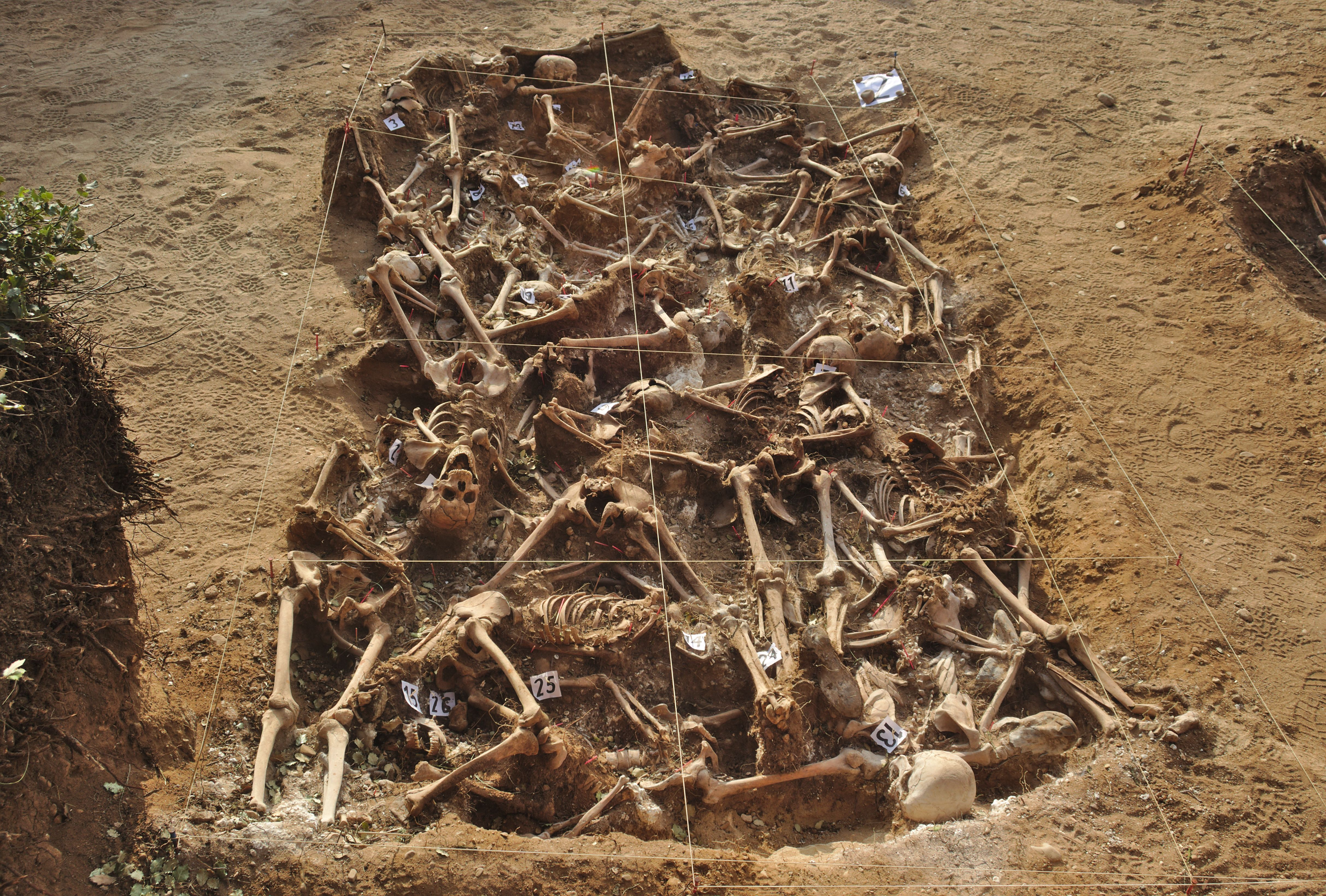
Hai mươi sáu người bất đồng chính kiến đã bị chính quyền của Franco tử hình vào đầu cuộc nội chiến Tây Ban Nha, giữa tháng 8 và tháng 9 năm 1936. Ngôi mộ tập thể này nằm ở Estépar, một thị trấn nhỏ ở miền Bắc Tây Ban Nha. Cuộc khai quật xảy ra vào tháng 7 và tháng 8 năm 2014.

Giết người hàng loạt (tiếng Anh: Serial murder)  giết từ ba người trở lên trong một giai đoạn hơn ba mươi ngày, với một giai đoạn "xả hơi" giữa mỗi vụ giết người, và động cơ giết hại của họ phần lớn dựa trên sự thoả mãn tâm lý. Thông thường, yếu tố tình dục nào đó có liên quan tới các vụ giết hại. Những kẻ giết người có thể từng tìm cách hay đã thực hiện các vụ theo cách tương tự nhau và các nạn nhân có thể có một số điểm chung, ví dụ, nghề nghiệp, chủng tộc, ngoại hình, giới tính, hay nhóm tuổi.
Giết người hàng loạt thường bị nhầm lẫn với giết người tập thể vốn được định nghĩa bằng việc giết hại nhiều người ở cùng một thời điểm. Thuật ngữ kẻ giết người hàng loạt (serial killer) trong tiếng Anh thường được cho là xuất phát từ Đặc vụ FBI Robert Ressler trong những năm 1970. Ý tưởng này đã được miêu tả từ trước đó, ví dụ như bởi thanh tra cảnh sát Đức Ernst Gennat cũng đã đưa ra thuật ngữ tương đương năm 1930. Tác gia Ann Rule đã công nhận nó trong cuốn sách Kiss Me, Kill Me năm 2004 của bà rằng công sáng tạo thuật ngữ "kẻ giết người hàng loạt" là thuộc thám tử Pierce Brooks tại LAPD, người chỉ đạo hệ thống ViCAP.

## Do các tổ chức khủng bố
Nhiều nhóm khủng bố trong thời gian gần đây đã sử dụng chiến thuật giết nhiều nạn nhân để thực hiện mục đích chính trị của họ. Những sự cố như vậy đã bao gồm vụ đánh bom doanh trại Beirut vào tháng 10 năm 1983 bởi Hezbollah, cuộc tấn công Başbağlar của PKK năm 1993, vụ tấn công ngày 11 tháng 9 năm 2001, vụ đánh bom tàu Madrid vào tháng 5 năm 2004 bởi Al-Qaeda, cuộc tấn công Mumbai vào tháng 11 năm 2008 bởi Lashkar-e-Taiba và cuộc tấn công Paris tháng 11 năm 2015 vào tháng 11 năm 2015 của ISIL.

## Do giáo phái
Một số giáo phái, đặc biệt là giáo phái tôn giáo, đã thực hiện một số vụ giết người hàng loạt và giết người bằng cách tự sát hàng loạt. Những vụ này bao gồm Đền thờ nhân dân của Jim Jones ở Jonestown, Guyana, nơi 919 người chết năm 1978; Đền Huân chương mặt trời ở Canada, Thụy Sĩ và Pháp, nơi 75 người chết năm 1994, 1995 và 1997; Aum Shinrikyo của Shoko Asahara, đã giết chết 12 người ở Tokyo, Nhật Bản, vào năm 1995; Cổng thiên đường của Marshall Applewhite ở San Diego, California, nơi 39 người chết năm 1997; và Phong trào Khôi phục Mười Điều Răn của Chúa ở Uganda, nơi 778 người đã chết năm 2000.

## Do cá nhân
Những kẻ giết người hàng loạt có thể rơi vào bất kỳ nhóm nào, bao gồm cả những kẻ giết gia đình, giết đồng nghiệp, giết học sinh và những người lạ ngẫu nhiên. Động cơ giết người của họ khác nhau. Một động lực đáng chú ý cho giết người hàng loạt là trả thù, nhưng các động lực khác là cũng có thể, bao gồm nhu cầu được chú ý hoặc nổi tiếng.

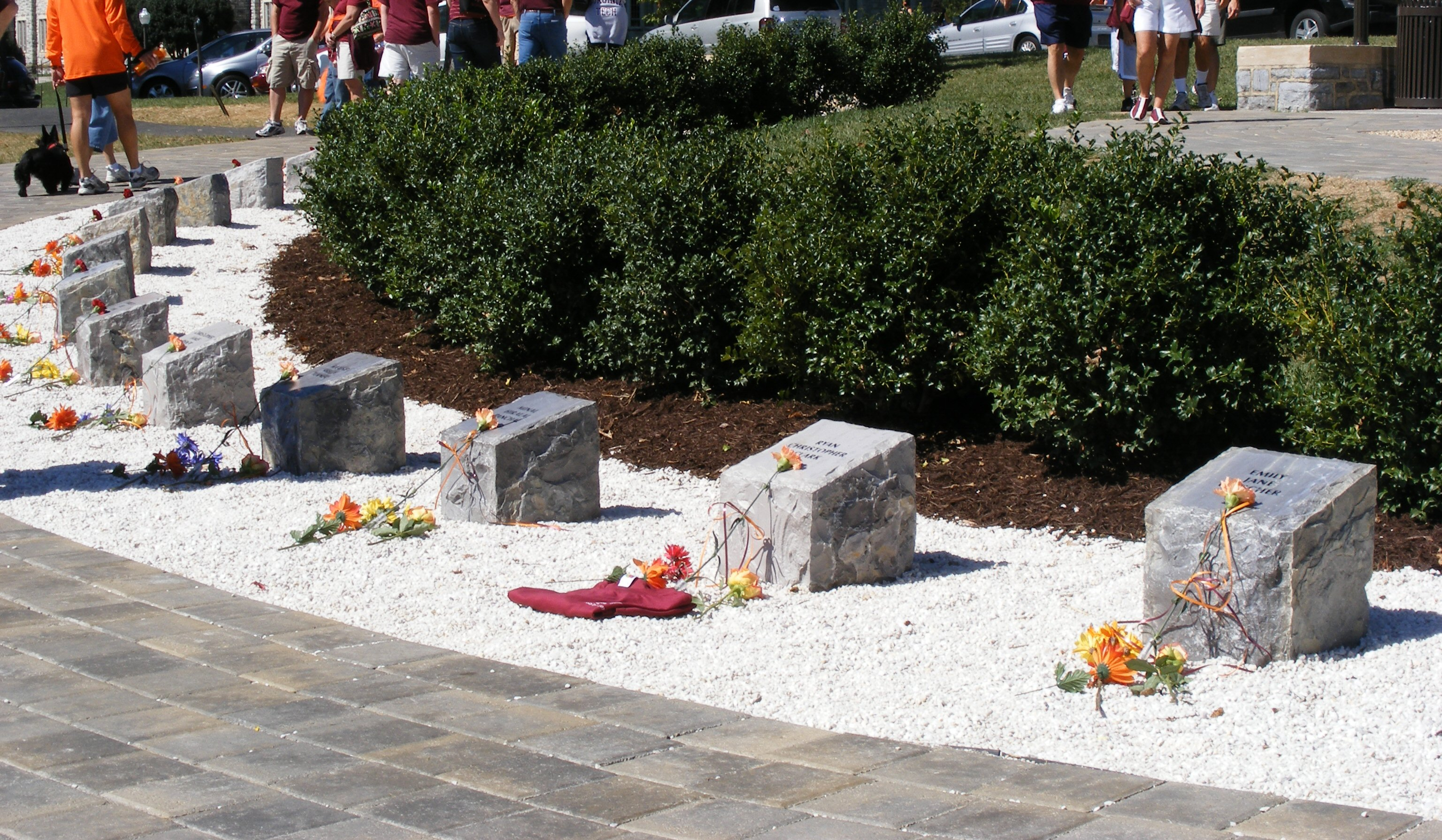
Sinh viên Seung-Hui Cho đã giết chết 32 người và làm bị thương một số người khác trong khuôn viên của Virginia Tech năm 2007.

Ví dụ về những kẻ giết người hàng loạt bao gồm Mohamed Lahouaiej-Bouhlel, Anders Behring Breivik, Timothy McVeigh, Jack Gilbert Graham, Adam Peter Lanza, Seung-Hui Cho, Devin Patrick Kelley, Eric Harris và Dylan Klebold, Julio González, Robert Steinhauser, Pekka-Eric Auvinen, Matti Juhani Saari, Thomas Watt Hamilton, Tim Kretschmer, Richard Speck, Marc Lépine, Aaron Alexis, William Unek, Friedrich Leibacher, Campo Elías Delgado, Derrick Bird, Jeff Weise, Jiverly Antares Wong, Farda Gadirov, Michael McLendon, Woo Bum-kon, Martin Bryant, Ahmed Ibragimov, Alexandre Bissonnette, Baruch Goldstein, Wellington Menezes de Oliveira, Robert Bales, Jared Lee Loughner, David A. Burke, Omar Thornton, James Huberty, Andrew Kehoe, Christopher Harper, George Hennard, Stephen Paddock, Omar Mateen, Nidal Hasan, James Holmes, Dylann Mái, Andreas Lubitz, Nikolas Jacob Cruz, Dimitrios Pagourtzis, Vladislav Roslyakov, Elliot Rodger , Robert Bowers, và Brenton Tarrant
Hành động theo lệnh của Joseph Stalin, tội ác chiến tranh của Vasili Blokhin đã giết chết 7.000 tù nhân chiến tranh. Họ bị bắn trong 28 ngày, đáng chú ý là một trong những vụ giết người hàng loạt có tổ chức và kéo dài nhất từng được ghi chép lại.

### Phản ứng thực thi pháp luật và các biện pháp đối phó
Phân tích vụ thảm sát trường trung học Columbia và các sự cố khác mà các nhân viên thực thi pháp luật chờ đợi quân hỗ trợ đến đã dẫn đến các khuyến nghị thay đổi liên quan đến những gì nạn nhân, người ngoài cuộc và nhân viên thực thi pháp luật nên làm. Thời gian phản hồi trung bình của cơ quan thực thi pháp luật đối với các vụ xả súng hàng loạt thường dài hơn nhiều so với thời gian người nổ súng tham gia giết người. Mặc dù hành động ngay lập tức có thể cực kỳ nguy hiểm, nhưng nó có thể cứu được mạng sống lẽ ra bị mất nếu nạn nhân và người ngoài cuộc liên quan đến tình huống vẫn bị động, hoặc phản ứng thực thi pháp luật bị trì hoãn cho đến khi lực lượng áp đảo có thể được triển khai. Các nạn nhân và người ngoài cuộc liên quan đến vụ việc được đề nghị nên thực hiện các bước tích cực để chạy trốn, ẩn nấp hoặc chống lại kẻ nổ súng và các nhân viên thực thi pháp luật có mặt hoặc lần đầu tiên đến hiện trường cố gắng tham gia vào vụ nổ súng. Trong nhiều trường hợp, hành động ngay lập tức của nạn nhân, người ngoài cuộc hoặc nhân viên thực thi pháp luật đã cứu mạng nhiều người.